# Lee Sang-hong
Lee Sang-hong ((이상홍?); 4 febbraio 1979) è un ex calciatore sudcoreano, di ruolo difensore.